# Ľubomíra Balážová
Ľubomíra Balážová, po mężu Ilanovská (ur. 13 sierpnia 1968 w Szczyrbie) – słowacka biegaczka narciarska, trzykrotna uczestniczka zimowych igrzysk olimpijskich (dwukrotnie w barwach Czechosłowacji, raz w barwach Słowacji).

## Kariera
W latach 1988–1994 trzykrotnie wystąpiła w igrzyskach olimpijskich. W 1988 roku w Calgary zajęła siódme miejsce w sztafecie, 27. w biegu na 10 km, 30. na 5 km i 33. na 20 km. Cztery lata później w Albertville była szósta w sztafecie, jedenasta w biegu na 5 km, trzynasta na 15 km i 26. w biegu pościgowym. W ostatnim starcie olimpijskim i zarazem pierwszym w barwach Słowacji, w 1994 roku w Lillehammer, zajęła siódme miejsce w sztafecie, była 18. w biegu na 30 km, 21. na 5 km i 24. w biegu pościgowym.
W 1993 roku wzięła udział w mistrzostwach świata w narciarstwie klasycznym w Falun. W zawodach tych zajęła 14. miejsce w biegu na 15 km techniką klasyczną, 32. miejsce w biegu na 5 km techniką klasyczną i 37. miejsce w biegu pościgowym na 15 km. Startowała również w zawodach Pucharu Świata. Najwyższe w karierze, 10. miejsce w zawodach tej rangi, zajęła 7 marca 1992 w Funäsdalen w biegu na 5 km techniką klasyczną. Trzykrotnie została sklasyfikowana w Pucharze Świata – w sezonie 1991/1992 zajęła 24. miejsce z dorobkiem 14 punktów, w sezonie 1992/1993 była 35. z 53 punktami, a w sezonie 1993/1994 sklasyfikowano ją na 39. miejscu ze zdobytymi 23 punktami.

## Osiągnięcia

### Igrzyska olimpijskie
| Miejsce | Dzień     | Rok  | Miejscowość | Konkurencja             | Czas biegu | Strata  | Zwyciężczyni               |
| ------- | --------- | ---- | ----------- | ----------------------- | ---------- | ------- | -------------------------- |
| 27.     | 14 lutego | 1988 | Calgary     | 10 km stylem klasycznym | 30:08,3    | +2:22,0 | Vida Vencienė              |
| 30.     | 17 lutego | 1988 | Calgary     | 5 km stylem klasycznym  | 15:04,0    | +1:26,9 | Marjo Matikainen-Kallström |
| 7.      | 21 lutego | 1988 | Calgary     | Sztafeta 4 × 5 km       | 59:51,1    | +3:46,0 | ZSRR                       |
| 33.     | 25 lutego | 1988 | Calgary     | 20 km stylem dowolnym   | 55:33,6    | +6:31,4 | Tamara Tichonowa           |
| 13.     | 9 lutego  | 1992 | Albertville | 15 km stylem klasycznym | 42:20,8    | +3:01,8 | Lubow Jegorowa             |
| 11.     | 13 lutego | 1992 | Albertville | 5 km stylem klasycznym  | 14:13,8    | +40,8   | Marjut Lukkarinen          |
| 26.     | 15 lutego | 1992 | Albertville | 5+10 km pościgowy       | 40:07,7    | +3:17,3 | Lubow Jegorowa             |
| 6.      | 17 lutego | 1992 | Albertville | Sztafeta 4 × 5 km       | 59:34,8    | +2:02,6 | WNP                        |
| 21.     | 15 lutego | 1994 | Lillehammer | 5 km stylem klasycznym  | 14:08,8    | +1:15,1 | Lubow Jegorowa             |
| 24.     | 17 lutego | 1994 | Lillehammer | 5+10 km pościgowy       | 41:38,9    | +3:50,1 | Lubow Jegorowa             |
| 7.      | 21 lutego | 1994 | Lillehammer | Sztafeta 4 × 5 km       | 57:12,5    | +3:47,7 | Rosja                      |
| 18.     | 24 lutego | 1994 | Lillehammer | 30 km stylem klasycznym | 1:25:41,6  | +5:17,1 | Manuela Di Centa           |

### Mistrzostwa świata
| Miejsce | Dzień     | Rok  | Miejscowość | Konkurencja             | Czas biegu | Strata  | Zwyciężczyni            |
| ------- | --------- | ---- | ----------- | ----------------------- | ---------- | ------- | ----------------------- |
| 39.     | 17 lutego | 1989 | Lahti       | 10 km stylem klasycznym | 29:19,0    | +3:45,6 | Marja-Liisa Kirvesniemi |
| 5.      | 23 lutego | 1989 | Lahti       | Sztafeta 4 × 5 km       | 54:49,8    | +3:05,3 | Finlandia               |
| 14.     | 19 lutego | 1993 | Falun       | 15 km stylem klasycznym | 44:49,0    | +3:04,5 | Jelena Välbe            |
| 32.     | 21 lutego | 1993 | Falun       | 5 km stylem klasycznym  | 14:07,6    | +1:05,0 | Łarisa Łazutina         |
| 37.     | 23 lutego | 1993 | Falun       | 5+10 km pościgowy       | 40:19,0    | +3:34,2 | Stefania Belmondo       |
| 5.      | 25 lutego | 1993 | Falun       | Sztafeta 4 × 5 km       | 54:15,7    | +1:15,1 | Rosja                   |
| 11.     | 27 lutego | 1997 | Trondheim   | Sztafeta 4 × 5 km       | 56:40,2    | +3:41,5 | Rosja                   |

### Puchar Świata

#### Miejsca w klasyfikacji generalnej
- sezon 1991/1992:
- sezon 1992/1993:
- sezon 1993/1994:

#### Miejsca na podium
Balážová nigdy nie stała na podium indywidualnych zawodów PŚ.